# لادیسلاو ژنیشک
لادیسلاو ژنیشک (چکی: Ladislav Ženíšek؛ ۷ مارس ۱۹۰۴ – ۱۴ مهٔ ۱۹۸۵) یک بازیکن فوتبال، و مربی اهل چکسلواکی بود.

## باشگاهی
از باشگاه‌هایی که در آن بازی کرده‌است می‌توان به باشگاه فوتبال اسلاویا پراگ، باشگاه فوتبال ویکتوریا ژیژکوف اشاره کرد.

## تیم ملی
وی سابقه ۲۲ بازی در تیم ملی فوتبال چکسلواکی را دارد.